# Marie Sallé
Marie Sallé (ur. 1707, zm. 27 lipca 1756 w Paryżu) – francuska tancerka baletowa i choreografka, odnosząca sukcesy na scenach Paryża i Londynu; reformatorka tańca i kostiumu scenicznego. Jej taniec zawierał wiele elementów aktorskich, a jej występy były pełne gracji i ekspresji. Łączyła muzykę, kostiumy i taniec jako integralną część przedstawienia baletowego i teatralnego. 

## Życiorys
Urodziła się we Francji w rodzinie wędrownych aktorów. Już w wieku 9 lat występowała z bratem Francisem w Londynie w pantomimach Johna Richa (premiera w Lincoln's Inn Fields Theatre). W ciągu dwóch lat wzięła udział w stu przedstawieniach. Następnie zaczęła występować w Paryżu (w Foire Saint-Laurent oraz Foire Saint-Germain), a jej nauczycielką tańca została Françoise Prévost. Tańczyła m.in. z inną uczennicą Prévost – Marie Camargo, jej późniejszą rywalką. W latach 1725–1727 ponownie występowała w Lincoln's Inn Fields Theatre. W 1727 zadebiutowała w Operze Paryskiej w Les Amours des Dieux Moureta. 
W 1729 tańczyła wraz z partnerem bez masek, co było wówczas nowością, bo chciała przekazać emocje także za pomocą mimiki. Największe sukcesy w karierze odniosła w Londynie, dokąd udała się ze względu na konflikt z dyrekcją Opery Paryskiej. Tańczyła tam w baletach Les Caractères de l’amour oraz Bacchus et Ariane (1734). Sławę przyniosła jej również choreografia do baletu Pigmalion (1734), do którego przygotowała strój wzorowany na antyczny (odrzucając strój baletnicy typowy dla XVIII wieku) i w którym tańczyła jako Galatea, nosząc tunikę i sandały, a jej włosy były nieupięte. 
Występowała w Londynie w Covent Garden Theatre w operach Händla, który specjalnie dla niej skomponował w 1734 prolog Terpsichore do opery Il pastor fido, jak również divertissement do oper Oreste (1734), Ariodante (1735) i Alcina (1735). Ze sceną londyńską rozstała się, gdy publiczność przyjęła ją niechętnie, po tym jak pojawiła się w suicie w męskim stroju jako Kupidyn.
W 1735 ponownie udała się do Paryża, gdzie tańczyła i układała choreografię m.in. do utworów Moliera, Lully'ego, a także Rameau. Zasłynęła zwłaszcza jako Phébé w operze Castor et Pollux (1737). W 1740 zakończyła karierę tancerki baletowej, jednak do 1753 występowała w spektaklach dworskich. Podziwiana była przez filozofa Woltera, aktora Davida Garricka i tancerza Noverre'a (kontynuatora zapoczątkowanych przez nią reform i twórcy ballet d'action). 

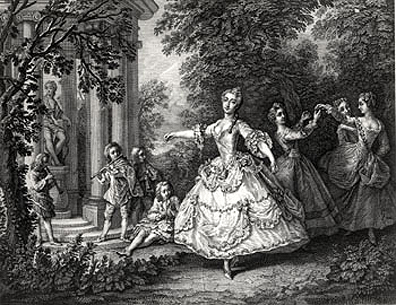
Tańcząca Marie Sallé (rycina z ok. 1730)
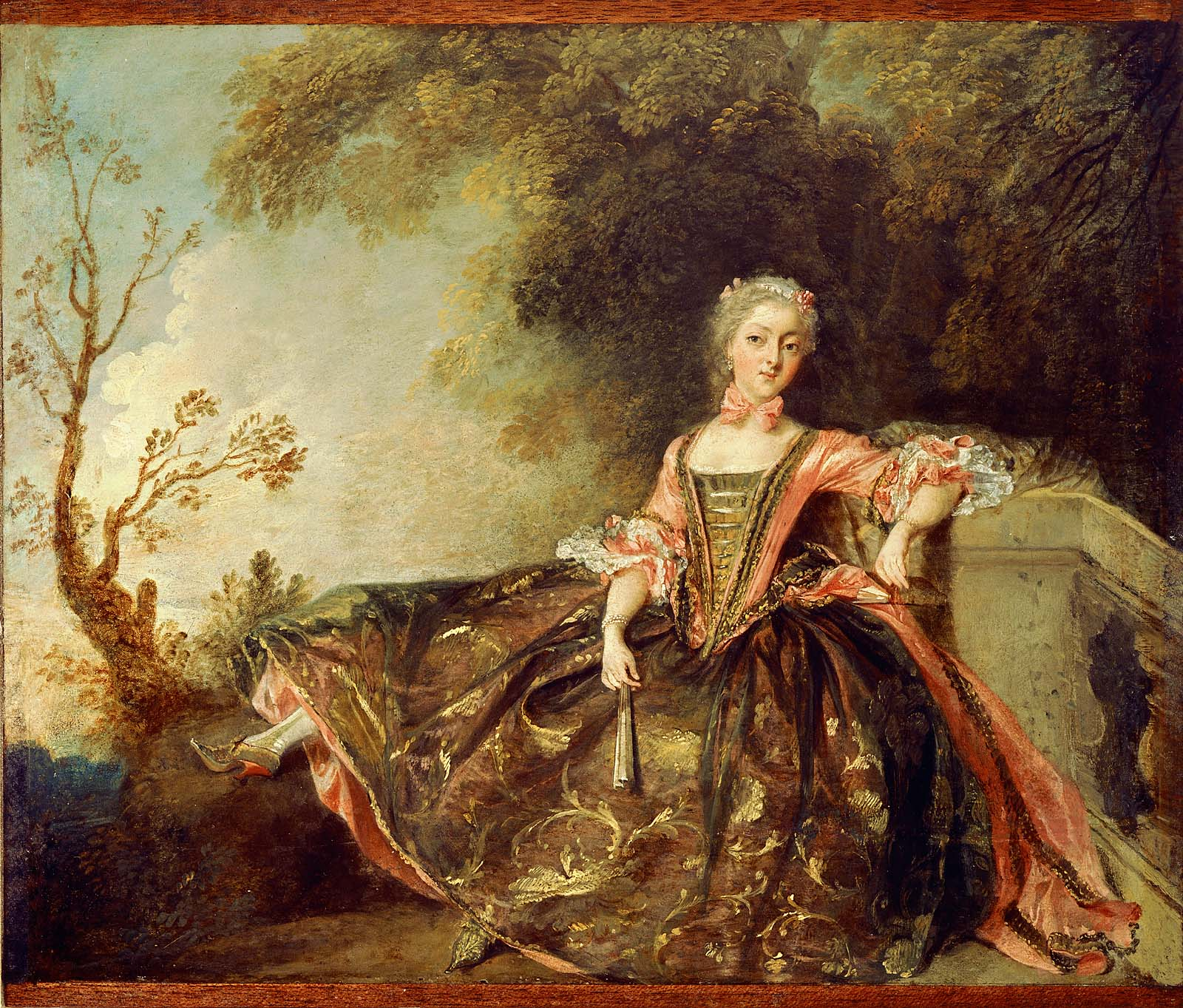
Tancerka Marie Sallé (Nicolas Lancret, ok. 1735)
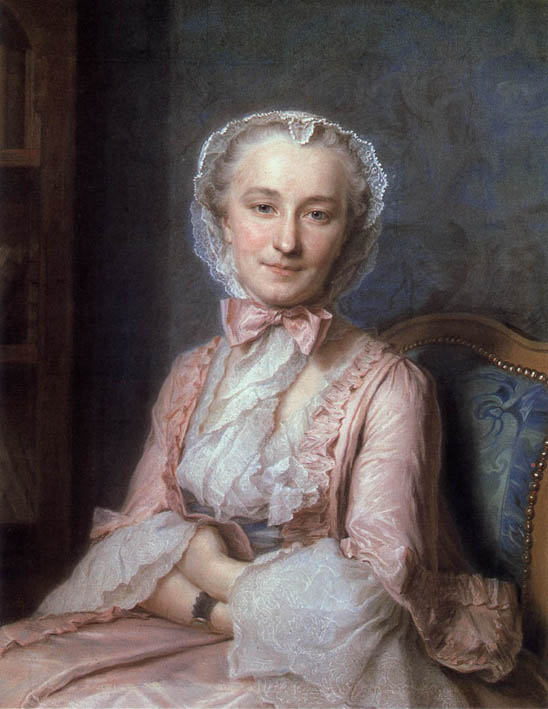
Portret Marie Sallé (Maurice Quentin de La Tour, 1741)